# Invasori
Invasori (Invaders) è un immaginario gruppo di personaggi che compare nei fumetti pubblicati negli Stati Uniti d'America dalla Marvel Comics; creato da Roy Thomas (testi) e Sal Buscema (disegni) ed esordito in The Avengers n. 71 del dicembre 1969. Erano supereroi attivi, nella finzione dell'universo Marvel, durante la seconda guerra mondiale.

## Biografia del gruppo

### Invasori
Il gruppo originale degli Invasori, formatosi nel 1941, comprendeva Capitan America e Bucky, Sub-Mariner, la Torcia Umana originale e Toro. Furono chiamati in questo modo dal primo ministro inglese Winston Churchill.
Durante gli anni della seconda guerra mondiale, gli Invasori furono il più importante gruppo di eroi a combattere contro le forze dell'Asse, fonte di ispirazione e di coraggio per gli Alleati, predecessori in questo senso dei futuri Vendicatori.
Nelle loro numerose battaglie i cinque si scontrarono contro nazisti del calibro di Master-Man, Brain Drain, Star-Gods, U-Man e il Teschio Rosso.
Proprio quest'ultimo riuscì a catturare quasi tutti gli Invasori e a trasformarli in nazisti tramite lavaggio del cervello; l'unico a sfuggire fu Bucky, il quale fondò un altro gruppo, la Legione della Libertà, allo scopo di scovare gli infiltrati nazisti in America e riuscì anche a liberare gli ex compagni.
In seguito si unirono al gruppo anche Union Jack, Spitfire e Union Jack II (che in realtà erano Lord Montgomery Falsworth e i suoi figli Jacqueline e Brian), che si unirono agli Invasori per combattere i nazisti, fra cui militava il fratello di Lord Falsworh, il terribile vampiro Barone Sangue.
Tempo dopo Bucky e Toro ritornarono in America, dove, insieme a Golden Girl II e Trottola Umana, formarono i Commandos minorenni.
Gli altri Invasori rimasero invece in Europa, dove si scontrarono con il cavaliere teutonico Barone Strucker, Thor e Master-Man.
In seguito ad alcuni misteriosi attacchi a postazioni militari, parte degli Invasori (Capitan America, la Torcia e Namor) vengono richiamati a New York dal governo degli Stati Uniti. Mentre si domandano perché gli amici della Legione della Libertà non siano intervenuti, incontrano un trafelato Trottola, che racconta loro come i suoi compagni siano in pericolo, catturati dal possente Iron Cross. Insieme quindi sventano la minaccia.
Il gruppo degli Invasori si arricchì via via di altri personaggi: il velocissimo Robert Frank, detto la Trottola, e la bellissima Madeline Joyce, alias Miss America, Blazing Skull e Silver Scorpion.
Dopo innumerevoli battaglie, poco prima della fine della guerra, Capitan America e Bucky furono dati per morti durante in missione e il presidente degli Stati Uniti chiese all'eroe chiamato Spirito del '76 di rivestire i panni di Capitan America II. Assieme al suo partner, Fred Davis alias Bucky II, il neo-Capitano si unì al gruppo, con cui rimase fino al termine del conflitto quando tornarono in patria e, assieme ai componenti della Legione della libertà, formarono un unico supergruppo di supereroi americani, la All-Winners Squad.
Mentre cercava di salvare il senatore John Kennedy dal robot Adam II, anche Capitan America II fu ucciso e Patriot decise di onorarne la memoria sostituendolo nei panni di Capitan America III. Come i suoi predecessori, anche Jeff si unì al team.
Negli anni '50 molti supereroi si ritirarono nell'ombra, lasciando il passo alle nuove generazioni, ma ai giorni nostri Capitan America (Steve Rogers) e Namor ritornarono in scena; il primo, dopo decenni in animazione sospesa, si unì ai Vendicatori, mentre il secondo, guarito da una lunghissima amnesia, ha collaborato più volte con i Fantastici Quattro.

### New Invaders (Nuovi Invasori)
Poco prima della tragedia di Stanford, dell'atto di registrazione dei superumani e dello scoppio di Civil War, apparve sulla scena un nuovo, misterioso gruppo che si faceva chiamare
New Invaders (Nuovi Invasori): i suoi componenti erano alcuni Invasori sopravvissuti alla guerra o dei loro discendenti: il gruppo fu creato dal ministro americano Dell Rusk per attaccare un paese del Medio Oriente ostile agli U.S.A.
Quando i Vendicatori smascherarono Dell Rusk, scoprendo che in realtà questi non era altro che il Teschio Rosso travestito (Dell Rusk è l'anagramma di Red Skull; ovvero teschio rosso in inglese), si scontrarono con i Nuovi Invasori, che stavano inconsapevolmente obbedendo agli ordini di un criminale di guerra e stavano per creare i presupposti per una nuova guerra.
I membri della squadra erano:
- Thin Man, alias Dr. Bruce Dickson, ex-membro della originale Legione della Libertà ed elemento chiave del gruppo (e della macchinazione);
- John Walker, che per l'occasione smise i panni di U.S.Agent indossando un'uniforme simile a quella di Capitan America;
- Spitfire, l'originale supereroina della seconda guerra mondiale, ringiovanita grazie ad una (seconda) trasfusione col sangue della Torcia Umana originale;
- Blazing Skull (Mark Todd);
- The Fin;
- Union Jack III (Joseph Chapman);
- Tara, una misteriosa donna con poteri simili alla Torcia Umana.

Il gruppo ebbe l'appoggio di Namor ed in seguito si unì a loro anche
Jim Hammond, la Torcia Umana originale, che apparentemente morì proprio durante una missione con loro.
Il team si sciolse, come detto, poco prima dello scoppio di Civil War, e ognuno dei membri andò per la sua strada: Spitfire e Union Jack tornarono in Inghilterra a lavorare per il MI6, John Walker tornò ad indossare il costume di U.S.Agent e si unì al supergruppo canadese noto come Omega Flight come supervisore statunitense, mentre è ignoto il destino degli altri membri.

## Ex-Membri
- Bucky (James Buchanan Barnes)
- Bucky II (Fred Davis)
- Capitan America (Steve Rogers)
- Capitan America II (William Naslund)
- Capitan America III (Jeffrey Mace)
- Miss America
- Silver Scorpion
- Namor
- Tara
- Thin-Man
- La prima Torcia Umana (Jim Hammond)
- Spitfire
- Toro (Thomas Raymond)
- Union Jack I (Montgomery Falsworth, padre)
- Union Jack II (Brian Falsworth, figlio)
- U.S. Agent (John Walker)
- La Trottola (Robert Frank)